# 耖
耖，是一種中国南方的農具，出現於西晉。但真正普及則是在宋朝以後。之後再傳至東亞其他地區。耖的下部有列齒，上部有橫把，耖田時扶橫把操作，使用於水田，在破碎土塊的同時，具有平整田面的作用。